# Riot grrrl
Con il termine riot grrrl (o riot grrl) si intende indicare un movimento politico e culturale di matrice punk e femminista originatosi intorno alla seconda metà degli anni Ottanta negli USA, segnatamente nell'area del Pacific Northwest, e conosciuto a livello internazionale negli anni Novanta.

## Influenze politiche e culturali
Le fonti di ispirazione del movimento riot grrrl sono, sul piano politico, il pensiero femminista degli anni Settanta, tra cui Betty Friedan e Gloria Steinem, e, sul piano musicale, etico ed estetico, il punk, e il lavoro di artiste quali la fotografa Cindy Sherman e la scrittrice Kathy Acker.
(Allison Wolfe, Bratmobile, 2016)
Le band e le fanzine del movimento affrontano tematiche ispirate o correlate al femminismo: la soggettività e l'autodeterminazione delle donne, la violenza e l'emancipazione sessuali, la misoginia, la discriminazione sulla base del sesso e, per estensione, della razza e della classe sociale, la necessità di spazi e supporto tra donne.
(Jennifer Denitto)
Sul piano musicale e dell'attitudine, ad ispirare il movimento riot grrrl sono band e artiste come The Slits, X-Ray Spex, The Raincoats, Debbie Harry dei Blondie, Kim Deal, Kim Gordon, Joan Jett, Poly Styrene, Janis Joplin, Siouxsie Sioux, Kristin Hersh, Vanessa Briscoe Hay

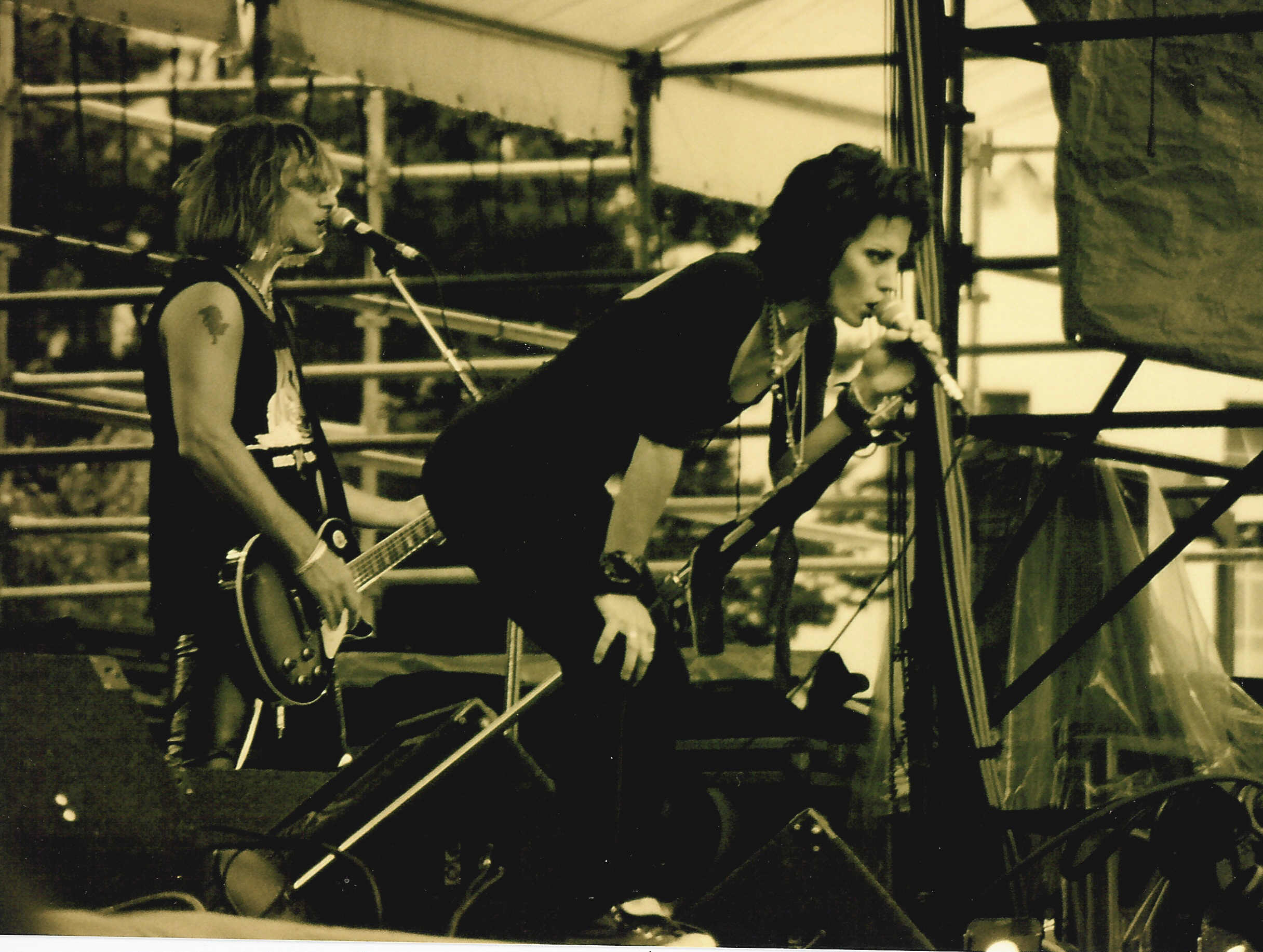
Joan Jett, Bumbershoot festival, Seattle (USA), 1994. Foto di Joe Mabel

(Kathleen Hanna, Bikini Kill)
(Joan Jett)
(Kim Deal, The Breeders, The Pixies))

## Storia e gruppi principali

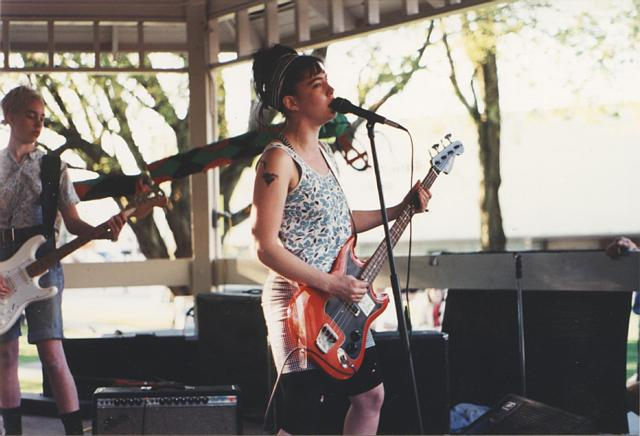
Bikini Kill in concerto ad Olympia, 1991. Foto di Jonathan Charles

Il movimento si origina a cavallo tra gli anni Ottanta e Novanta ad Olympia, capitale dello stato di Washington, cittadina allora attraversata, come le vicine Seattle e Portland, da un certo fermento culturale, ispirato all'etica DYI e segnato dalla forte iniziativa femminile Nei primi anni Ottanta Stella Marrs, Dana Squires e Julie Fay fondano il Girl City, spazio creativo e performativo per donne; Calvin Johnson fonda l'etichetta discografica K Records e pubblica Survival of the coolest (1982) della band The Supreme Cool Beings, con la cui cantante, Heather Lewis, fonda in seguito i Beat Happening.
Nel 1987, a Portland, la fanzine Puncture parla della presenza delle ragazze nel rock. L'autrice dei pezzi, Terri Sutton, scriverà in seguito:
Nello stesso anno Erin Smith fonda la fanzine Teenage Gang Debs. Nel 1988, nell'area di Washington, Sharon Cheslow delle Chalk Circle e Amy Pickering delle Fire Party, insieme a Cynthia Connolly e Lydia Ely, organizzano gruppi di discussione sul differenze di genere e sessismo nella comunità punk locale. A partire da questa esperienza Connolly pubblica Banned in DC: Photos and Anecdotes From the DC Punk Underground (79–85) e Cheslow fonda la fanzine Interrobang?! dedicata a punk e sessismo, con una prima intervista ai Nation of Ulysses. Nascono le fanzines di Tobi Vail, Jigsaw e Dresch, Chainsaw:
Scrive Laura Sister Nobody nella sua fanzine Sister Nobody:
Nel 1989 Kathleen Hannah, Tammy Rae Carland e Heidi Arbogast fondano lo spazio creativo e performativo Reko Muse, che ospiterà le band The Go Team, Babes in Toyland, Nirvana. Nel 1990 si formano sia le Bratmobile che le Bikini Kill.
(Allison Wolfe, Bratmobile)
Sull'utilizzo del termine come esplicita definizione di un movimento ci sono diverse fonti e versioni. In una di queste si parla di Jen Smith, che, in una lettera ad Allison Wolfe, usa l'espressione girl riot in accostamento alla rabbia dei manifestanti a Mount Pleasant. Nello stesso anno, il testo pubblicato su un flier in occasione di un concerto delle Bikini Kill è considerato una sorta di manifesto del movimento:
(Flier di un concerto delle Bikini Kill, 1991)

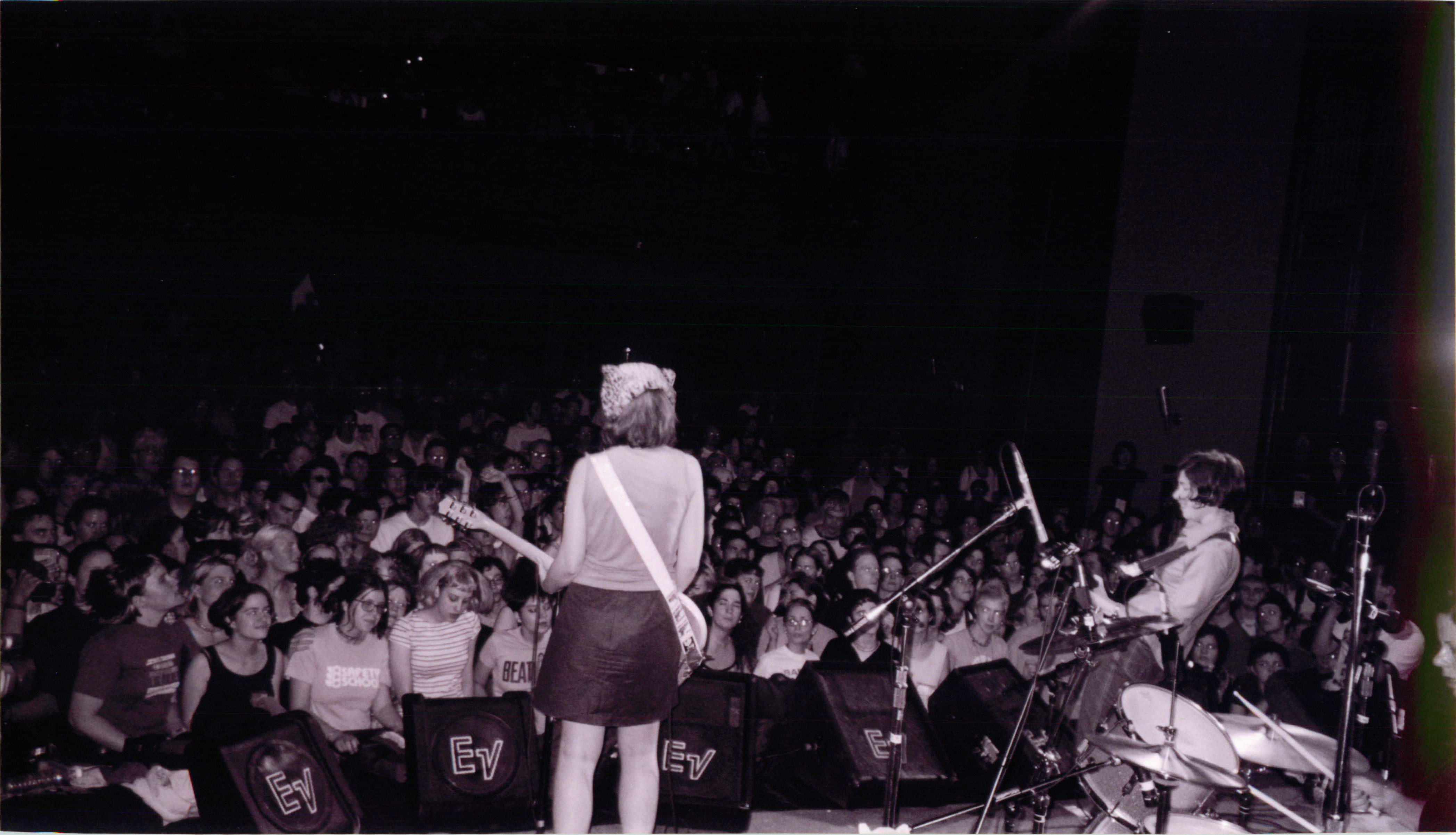
Sleater Kinney in concerto. Foto Pat Castaldo, Portland, (USA)

Si tengono la International Pop Underground Convention (1991) e la prima Riot Grrrl Convention (1992).
Le Bikini Kill pubblicano l'EP omonimo (1992) contenente l'inno Double Dare Ya; le Bratmobile l'album Pottymouth (1993), con canzoni sui moti di Los Angeles (Polaroid Baby), sulle relazioni pericolose (P.R.D.C.T.), sui pregiudizi e stereotipi sessisti nel mondo del rock (Cool Schmool). Complice il successo commerciale della scena musicale cosiddetta grunge, originatasi anch'essa nella stessa area geografica, il movimento riot grrrl suscita la curiosità e l'interesse dei media mainstream.
Esce Soda Pop * Rip Off (1994) delle Slant 6, combinazione di new-wave e hardcore punk che ottiene un ottimo successo di critica. Segue Personal Best (1995) delle Team Dresch, band queercore da Portand fondata da Donna Dresch, già con Dinosaur Jr. e Screaming Trees, che parla di autostima in una società bigotta e moralista.
(Jody Bleyle, Team Dresch)
Such Friends Are Dangerous (1995) delle Excuse17 è un disco catartico e urgente, mentre Dig Me Out (1997) delle Sleater-Kinney, fondate da Corin Tucker delle Heavens to Betsy e Carrie Brownstein delle Excuse 17, è intenso ed emozionale, e segna un passaggio di maturazione musicale per una band che poi conoscerà un buon successo commerciale. Di tutte, questa è la band più prolifica e longeva, e nel 2019 collabora con St Vincent, che produce il loro disco The Center Won’t Hold:
(Carrie Brownstein, Sleater-Kinney)
Le band tradizionalmente considerate riot grrrls sono, oltre alle già menzionate, Emily's Sassy Lime, Lucid Nation e la band queercore Third Sex. In UK ci sono Huggy Bear, Skinned Teen, Sister George e le fanzine Girlfrenzy e Ablaze!.
Tra le numerose band che i media hanno etichettato come riot grrrls, alcune se ne sono esplicitamente discostate:
(Donita Sparks, L7)
«Non abbiamo niente a che vedere con le riot grrrl. Non mi sento svantaggiata o roba del genere. Non sento che siccome sono una donna, allora devo fare una certa cosa se lo voglio, perché è ovvio che posso. Lo so già, non ho mai creduto che essere donna mi abbia svantaggiata. Anzi, in un certo senso, ha aiutato» (Kat Bjelland, Babes in Toyland)
(Theo Kogan, Lunachicks)
La stessa Courtney Love, leader delle Hole, band di punta della scena alternative rock degli anni Novanta, si è espressa in termini talvolta critici nei confronti del movimento riot grrrl. La canzone Rockstar (Live Through This, 1994), in particolare, parla in termini sarcastici della scena di Olympia, e le sue più note esponenti vengono da lei spesso attaccate. Tuttavia, Love affronta nei suoi pezzi molte tematiche comuni al movimento riot grrrl, e non manca di auspicare una maggiore presenza di ragazze nel rock'n'roll.

## Eredità e appropriazione culturale
Il movimento riot grrrl ha ispirato e influenzato le generazioni successive dal punto di vista dell'estetica, dell'attitudine e della pratica politica. Incontri, documentari, convegni, pubblicazioni accademiche e libri sono stati realizzati per tramandare la memoria di quell'esperienza, cruciale pur non avendo avuto l'impatto musicale né conquistato il successo commerciale e la copertura mediatica della contigua e coeva scena grunge.
(Allison Wolfe, Bratmobile, 2016)
(Breagha Cuinn, Bratakus)
(Beth Ditto, Gossip)
(Charley Stone, UK, 2019)

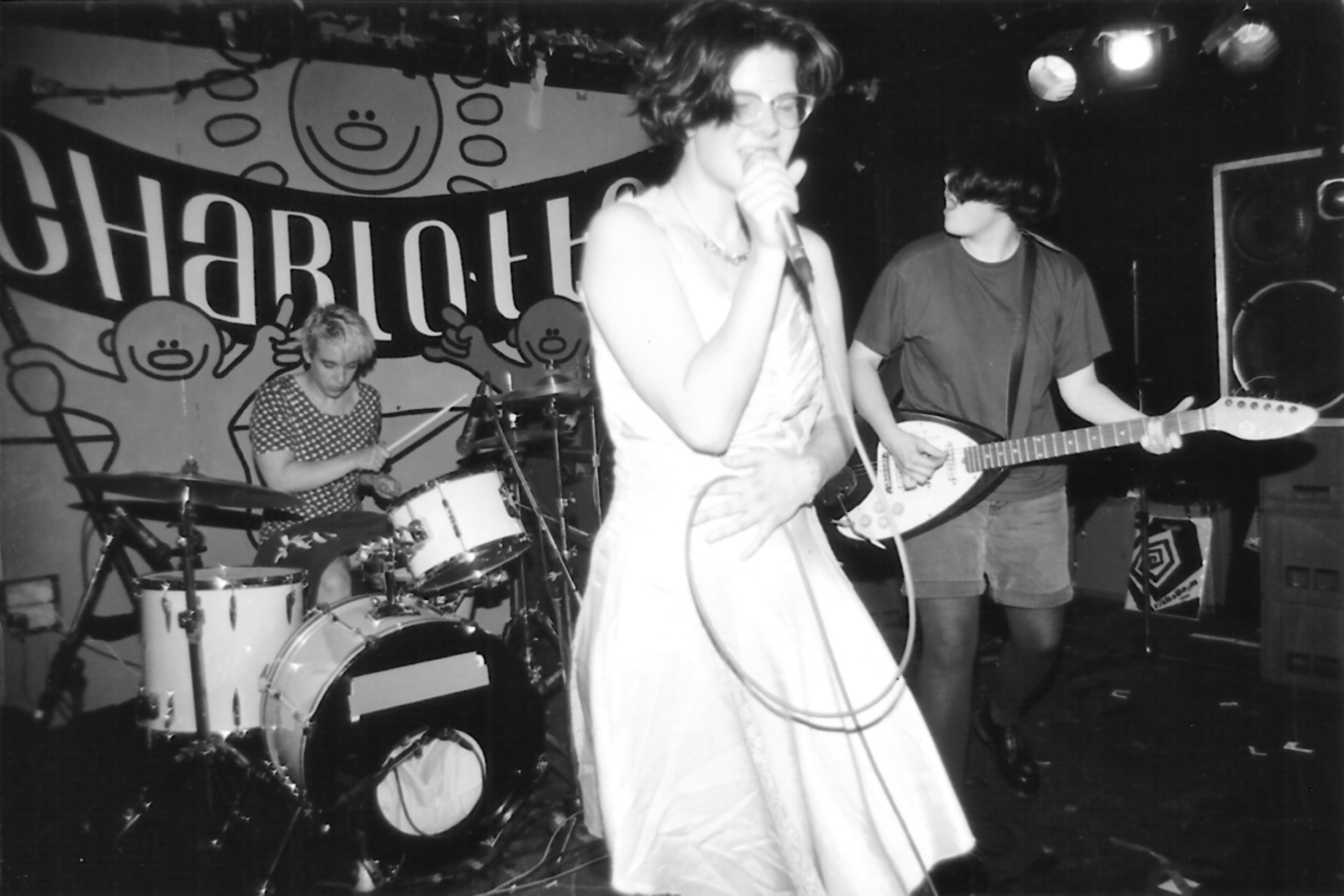
Bratmobile in concerto a Leicester, UK, 1994. Foto di Greg Neate

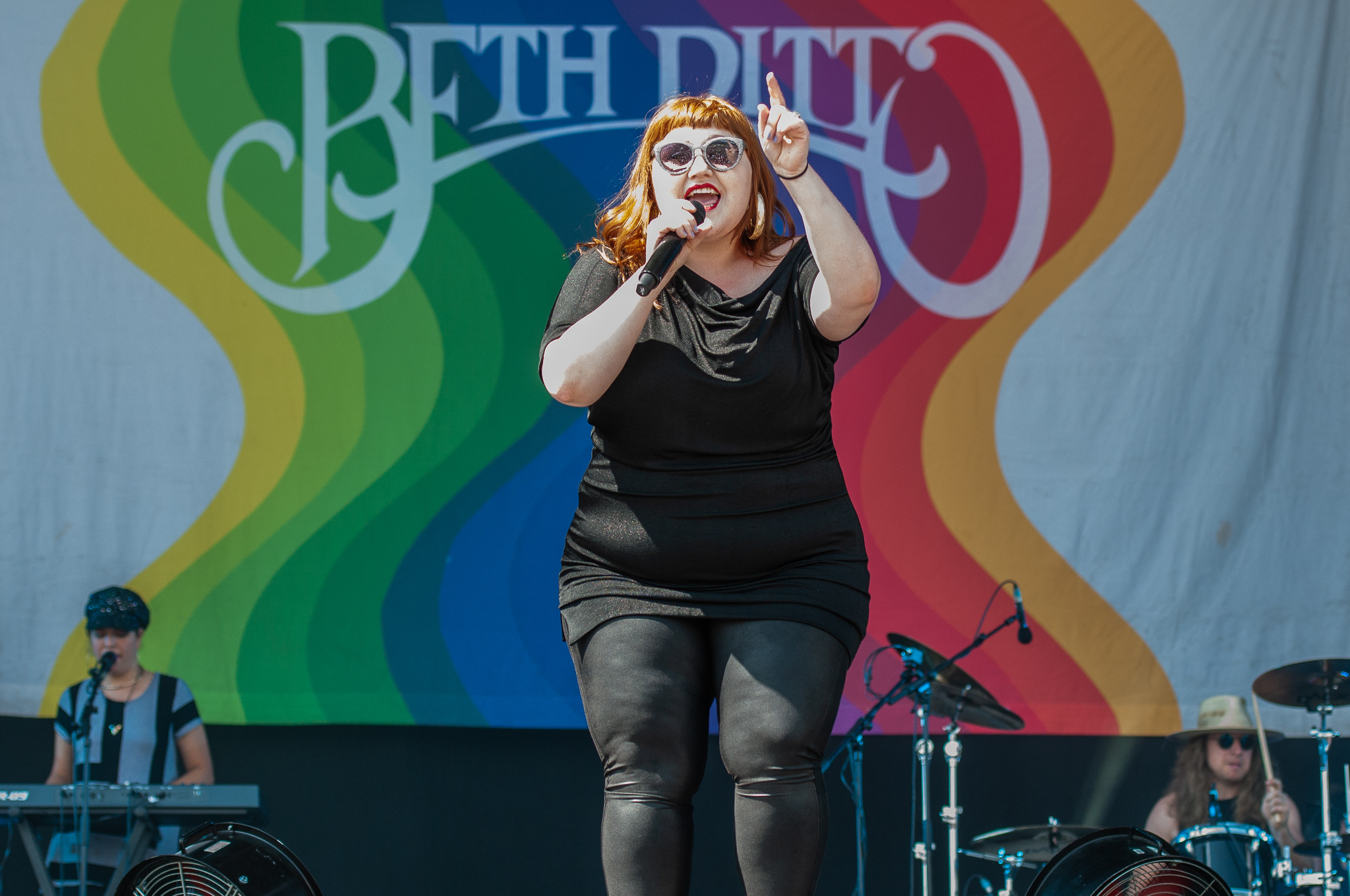
Beth Ditto, Rock Im Park, Nuremberg (GER), 2018. Autore Stefan Brending

Allo stesso tempo, fin dalla metà degli anni Novanta i media mainstream e lo show business ne rielaborano i contenuti in chiave pop, veicolando il cosiddetto girl power attraverso artiste e band di grande successo commerciale e presa mediatica quali Spice Girls, Anouk o Alanis Morissette.
Su alcune questioni cruciali del femminismo, quali la prostituzione, le esponenti del movimento lamentano una tendenza alla distorsione e alla mistificazione. A tal proposito Kathleen Hannah parla della sua esperienza di spogliarellista fatta in gioventù, costretta dalle condizioni economiche:
In seguito, numerose artiste si dicono o vengono considerate influenzate dal movimento riot grrrl. Tra queste Bad Cop/Bad Cop, Big Joanie, Bearaxe, The Coathangers, Daddy Issuee, Dream Nails, Dream Wife, Fea, Otoboke Beaver.